# Đội tuyển bóng đá quốc gia Nicaragua
Đội tuyển bóng đá quốc gia Nicaragua (tiếng Tây Ban Nha: Selección de fútbol de Nicaragua) là đội tuyển cấp quốc gia của Nicaragua do Liên đoàn bóng đá Nicaragua quản lý.

### Thành tích tại giải vô địch thế giới
- 1930 đến 1990 - Không tham dự
- 1994 đến 2022 - Không vượt qua vòng loại

### Cúp Vàng CONCACAF
| Năm       | Vòng                     | Pld                      | W                        | D                        | L                        | GF                       | GA                       |
| --------- | ------------------------ | ------------------------ | ------------------------ | ------------------------ | ------------------------ | ------------------------ | ------------------------ |
| 1963      | Vòng 1                   | 4                        | 0                        | 0                        | 4                        | 2                        | 15                       |
| 1965      | Không vượt qua vòng loại | Không vượt qua vòng loại | Không vượt qua vòng loại | Không vượt qua vòng loại | Không vượt qua vòng loại | Không vượt qua vòng loại | Không vượt qua vòng loại |
| 1967      | Hạng 6                   | 5                        | 0                        | 1                        | 4                        | 3                        | 12                       |
| 1969      | Không vượt qua vòng loại | Không vượt qua vòng loại | Không vượt qua vòng loại | Không vượt qua vòng loại | Không vượt qua vòng loại | Không vượt qua vòng loại | Không vượt qua vòng loại |
| 1971      | Không vượt qua vòng loại | Không vượt qua vòng loại | Không vượt qua vòng loại | Không vượt qua vòng loại | Không vượt qua vòng loại | Không vượt qua vòng loại | Không vượt qua vòng loại |
| 1973      | Không vượt qua vòng loại | Không vượt qua vòng loại | Không vượt qua vòng loại | Không vượt qua vòng loại | Không vượt qua vòng loại | Không vượt qua vòng loại | Không vượt qua vòng loại |
| 1977      | Không tham dự            | Không tham dự            | Không tham dự            | Không tham dự            | Không tham dự            | Không tham dự            | Không tham dự            |
| 1981      | Không tham dự            | Không tham dự            | Không tham dự            | Không tham dự            | Không tham dự            | Không tham dự            | Không tham dự            |
| 1985      | Không tham dự            | Không tham dự            | Không tham dự            | Không tham dự            | Không tham dự            | Không tham dự            | Không tham dự            |
| 1989      | Không tham dự            | Không tham dự            | Không tham dự            | Không tham dự            | Không tham dự            | Không tham dự            | Không tham dự            |
| 1991      | Không vượt qua vòng loại | Không vượt qua vòng loại | Không vượt qua vòng loại | Không vượt qua vòng loại | Không vượt qua vòng loại | Không vượt qua vòng loại | Không vượt qua vòng loại |
| 1993      | Không vượt qua vòng loại | Không vượt qua vòng loại | Không vượt qua vòng loại | Không vượt qua vòng loại | Không vượt qua vòng loại | Không vượt qua vòng loại | Không vượt qua vòng loại |
| 1996      | Không vượt qua vòng loại | Không vượt qua vòng loại | Không vượt qua vòng loại | Không vượt qua vòng loại | Không vượt qua vòng loại | Không vượt qua vòng loại | Không vượt qua vòng loại |
| 1998      | Không vượt qua vòng loại | Không vượt qua vòng loại | Không vượt qua vòng loại | Không vượt qua vòng loại | Không vượt qua vòng loại | Không vượt qua vòng loại | Không vượt qua vòng loại |
| 2000      | Không vượt qua vòng loại | Không vượt qua vòng loại | Không vượt qua vòng loại | Không vượt qua vòng loại | Không vượt qua vòng loại | Không vượt qua vòng loại | Không vượt qua vòng loại |
| 2002      | Không vượt qua vòng loại | Không vượt qua vòng loại | Không vượt qua vòng loại | Không vượt qua vòng loại | Không vượt qua vòng loại | Không vượt qua vòng loại | Không vượt qua vòng loại |
| 2003      | Không vượt qua vòng loại | Không vượt qua vòng loại | Không vượt qua vòng loại | Không vượt qua vòng loại | Không vượt qua vòng loại | Không vượt qua vòng loại | Không vượt qua vòng loại |
| 2005      | Không vượt qua vòng loại | Không vượt qua vòng loại | Không vượt qua vòng loại | Không vượt qua vòng loại | Không vượt qua vòng loại | Không vượt qua vòng loại | Không vượt qua vòng loại |
| 2007      | Không vượt qua vòng loại | Không vượt qua vòng loại | Không vượt qua vòng loại | Không vượt qua vòng loại | Không vượt qua vòng loại | Không vượt qua vòng loại | Không vượt qua vòng loại |
| 2009      | Vòng 1                   | 3                        | 0                        | 0                        | 3                        | 0                        | 8                        |
| 2011      | Không vượt qua vòng loại | Không vượt qua vòng loại | Không vượt qua vòng loại | Không vượt qua vòng loại | Không vượt qua vòng loại | Không vượt qua vòng loại | Không vượt qua vòng loại |
| 2013      | Không vượt qua vòng loại | Không vượt qua vòng loại | Không vượt qua vòng loại | Không vượt qua vòng loại | Không vượt qua vòng loại | Không vượt qua vòng loại | Không vượt qua vòng loại |
| 2015      | Không vượt qua vòng loại | Không vượt qua vòng loại | Không vượt qua vòng loại | Không vượt qua vòng loại | Không vượt qua vòng loại | Không vượt qua vòng loại | Không vượt qua vòng loại |
| 2017      | Vòng 1                   | 3                        | 0                        | 0                        | 3                        | 1                        | 7                        |
| 2019      | Vòng 1                   | 3                        | 0                        | 0                        | 3                        | 0                        | 8                        |
| 2021      | Không vượt qua vòng loại | Không vượt qua vòng loại | Không vượt qua vòng loại | Không vượt qua vòng loại | Không vượt qua vòng loại | Không vượt qua vòng loại | Không vượt qua vòng loại |
| 2023      | Bỏ cuộc                  | Bỏ cuộc                  | Bỏ cuộc                  | Bỏ cuộc                  | Bỏ cuộc                  | Bỏ cuộc                  | Bỏ cuộc                  |
| Tổng cộng | 5/25                     | 18                       | 0                        | 1                        | 17                       | 6                        | 50                       |

### Cúp bóng đá UNCAF
| Năm       | Vòng         | Hạng  | Pld | W | D | L  | GF | GA  |
| --------- | ------------ | ----- | --- | - | - | -- | -- | --- |
| 1991      | Vòng sơ loại | 5th   | 2   | 0 | 0 | 2  | 2  | 5   |
| 1993      | Vòng sơ loại | 5th   | 2   | 0 | 0 | 2  | 0  | 8   |
| 1995      | Vòng sơ loại | 7th   | 2   | 0 | 0 | 2  | 0  | 7   |
| 1997      | Hạng 5       | 6th   | 2   | 0 | 0 | 2  | 2  | 11  |
| 1999      | Hạng 5       | 5th   | 2   | 0 | 0 | 2  | 0  | 2   |
| 2001      | Hạng 5       | 7th   | 3   | 0 | 0 | 3  | 2  | 19  |
| 2003      | Hạng 6       | 6th   | 5   | 1 | 0 | 4  | 1  | 11  |
| 2005      | Hạng 5       | 5th   | 3   | 1 | 0 | 2  | 2  | 9   |
| 2007      | Hạng 6       | 6th   | 4   | 1 | 0 | 3  | 6  | 14  |
| 2009      | Hạng 5       | 5th   | 4   | 1 | 2 | 1  | 5  | 6   |
| 2011      | Hạng 6       | 6th   | 4   | 0 | 1 | 3  | 2  | 7   |
| 2013      | Hạng 7       | 7th   | 3   | 0 | 1 | 2  | 2  | 5   |
| 2014      | Hạng 6       | 6th   | 3   | 0 | 0 | 3  | 0  | 6   |
| 2017      | Hạng 5       | 5th   | 5   | 1 | 1 | 3  | 5  | 6   |
| Tổng cộng | 6 lần hạng 5 | 14/14 | 44  | 5 | 5 | 34 | 29 | 116 |

### Đại hội Thể thao liên Mỹ
| Năm           | Vòng                     | Hạng                     | Pld                      | W                        | D                        | L                        | GF                       | GA                       |
| ------------- | ------------------------ | ------------------------ | ------------------------ | ------------------------ | ------------------------ | ------------------------ | ------------------------ | ------------------------ |
| 1951 đến 1971 | Không tham dự            | Không tham dự            | Không tham dự            | Không tham dự            | Không tham dự            | Không tham dự            | Không tham dự            | Không tham dự            |
| 1975          | Vòng sơ loại             | 13th                     | 3                        | 0                        | 0                        | 3                        | 2                        | 23                       |
| 1979 đến 1987 | Không tham dự            | Không tham dự            | Không tham dự            | Không tham dự            | Không tham dự            | Không tham dự            | Không tham dự            | Không tham dự            |
| 1991          | Vòng sơ loại             | 8th                      | 3                        | 0                        | 0                        | 3                        | 1                        | 20                       |
| 1995          | Không vượt qua vòng loại | Không vượt qua vòng loại | Không vượt qua vòng loại | Không vượt qua vòng loại | Không vượt qua vòng loại | Không vượt qua vòng loại | Không vượt qua vòng loại | Không vượt qua vòng loại |
| Tổng cộng     | 2 lần vòng sơ loại       | 2/18                     | 6                        | 0                        | 0                        | 6                        | 3                        | 43                       |

## Đội hình
23 cầu thủ dưới đây được triệu tập tham dự trận giao hữu gặp Iran, El Salvador và Guatemala vào tháng 11 năm 2022.

Số liệu thống kê tính đến ngày 19 tháng 11 năm 2022 sau trận gặp Guatemala.

| Số | VT | Cầu thủ                | Ngày sinh (tuổi)  | Trận | Bàn | Câu lạc bộ      |
| -- | -- | ---------------------- | ----------------- | ---- | --- | --------------- |
|    | TM | Douglas Forvis         | 17 tháng 5, 1992  | 7    | 0   | Real Estelí     |
|    | TM | Denver Fox             | 22 tháng 11, 1997 | 2    | 0   | Real Sociedad   |
|    |    |                        |                   |      |     |                 |
|    | HV | Óscar Acevedo          | 18 tháng 3, 1997  | 8    | 0   | Real Estelí     |
|    | HV | Mario Dávila           | 7 tháng 11, 1997  | 2    | 0   | Diriangén       |
|    | HV | Marvin Fletes          | 12 tháng 11, 1997 | 15   | 1   | Real Estelí     |
|    | HV | Francisco Flores       | 2 tháng 4, 1988   | 24   | 0   | Diriangén       |
|    | HV | Melvin Hernández       | 26 tháng 4, 1994  | 6    | 0   | UNAN Managua    |
|    | HV | Joel Obando            | 20 tháng 11, 2000 | 1    | 0   | Real Estelí     |
|    | HV | Erick Téllez           | 28 tháng 11, 1989 | 28   | 0   | Diriangén       |
|    | HV | Francisco Vallecillo   | 20 tháng 10, 2002 | 0    | 0   | Juventus        |
|    |    |                        |                   |      |     |                 |
|    | TV | Agenor Báez            | 18 tháng 12, 1997 | 3    | 0   | Managua         |
|    | TV | Matías Belli Moldskred | 12 tháng 8, 1997  | 12   | 4   | Sandnes         |
|    | TV | Jason Coronel          | 6 tháng 10, 1993  | 16   | 0   | Diriangén       |
|    | TV | Harold Medina          | 30 tháng 1, 2002  | 7    | 0   | Real Estelí     |
|    | TV | Jonathan Moncada       | 3 tháng 1, 1998   | 10   | 0   | Walter Ferretti |
|    | TV | Widman Talavera        | 12 tháng 1, 2003  | 1    | 0   | Real Estelí     |
|    |    |                        |                   |      |     |                 |
|    | TĐ | Abner Acuña            | 5 tháng 3, 1997   | 6    | 0   | Diriangén       |
|    | TĐ | Byron Bonilla          | 30 tháng 8, 1993  | 27   | 6   | Cartaginés      |
|    | TĐ | Henry García           | 3 tháng 8, 1991   | 21   | 0   | Real Estelí     |
|    | TĐ | Brayan López           | 3 tháng 6, 1990   | 8    | 0   | Sporting        |
|    | TĐ | Jaime Moreno           | 30 tháng 3, 1995  | 27   | 7   | Sol de América  |

### Triệu tập gần đây
| Vt | Cầu thủ             | Ngày sinh (tuổi)  | Số trận | Bt | Câu lạc bộ         | Lần cuối triệu tập               |
| -- | ------------------- | ----------------- | ------- | -- | ------------------ | -------------------------------- |
| TM | Alyer López         | 16 tháng 5, 1999  | 2       | 0  | Managua            | v. Iran, 10 November 2022        |
| TM | César Salandia      | 13 tháng 6, 2004  | 1       | 0  | Real Estelí        | v. Iran, 10 November 2022        |
| TM | Denis Espinoza      | 25 tháng 8, 1983  | 39      | 1  | Walter Ferretti    | v. Belize, 1 February 2022       |
|    |                     |                   |         |    |                    |                                  |
| HV | Cristiam Gutiérrez  | 6 tháng 1, 1993   | 18      | 0  | Real Estelí        | v. Iran, 10 November 2022        |
| HV | Jeffrey Chávez      | 10 tháng 2, 1997  | 0       | 0  | Municipal Liberia  | v. Iran, 10 November 2022        |
| HV | Josué Quijano       | 10 tháng 3, 1991  | 79      | 3  | Real Estelí        | v. Qatar, 13 October 2022        |
| HV | Henry Niño          | 3 tháng 10, 1997  | 15      | 1  | Chalatenango       | v. Ghana, 27 September 2022      |
| HV | Christian Reyes     | 2 tháng 11, 1995  | 8       | 0  | Pérez Zeledón      | v. Bahamas, 13 June 2022         |
| HV | Jason Ingram        | 20 tháng 8, 1997  | 8       | 0  | Santos de Guápiles | v. Belize, 1 February 2022       |
| HV | René Huete          | 5 tháng 6, 1995   | 4       | 0  | Diriangén          | v. Belize, 1 February 2022       |
| HV | Jason Castellón     | 24 tháng 1, 1992  | 2       | 0  | Walter Ferretti    | v. Belize, 1 February 2022       |
|    |                     |                   |         |    |                    |                                  |
| TV | Marlon López        | 2 tháng 11, 1992  | 37      | 0  | Real Estelí        | v. El Salvador, 17 November 2022 |
| TV | Waldner Vásquez     | 20 tháng 3, 2002  | 1       | 0  | Managua            | v. El Salvador, 17 November 2022 |
| TV | Ismael Mendieta     | 20 tháng 2, 2001  | 0       | 0  | Walter Ferretti    | v. El Salvador, 17 November 2022 |
| TV | Luis Galeano        | 15 tháng 10, 1991 | 32      | 5  | Sébaco             | v. Iran, 10 November 2022        |
| TV | Nahúm Peralta       | 21 tháng 10, 1994 | 3       | 0  | Managua            | v. Iran, 10 November 2022        |
| TV | Junior Arteaga      | 9 tháng 12, 1999  | 2       | 0  | Diriangén          | v. Iran, 10 November 2022        |
| TV | Jeremy Cuarezma     | 28 tháng 5, 2000  | 0       | 0  | Managua            | v. Iran, 10 November 2022        |
| TV | Richard Rodríguez   | 13 tháng 7, 1992  | 19      | 1  | Real Estelí        | v. Bahamas, 13 June 2022         |
| TV | Pablo Gállego       | 1 tháng 10, 1993  | 2       | 1  | Pierikos           | v. Belize, 1 February 2022       |
|    |                     |                   |         |    |                    |                                  |
| TĐ | Adrián Chavarría    | 31 tháng 8, 1997  | 0       | 0  | Juventus           | v. El Salvador, 17 November 2022 |
| TĐ | Anderson Treminio   | 17 tháng 4, 1997  | 2       | 0  | UNAN Managua       | v. Iran, 10 November 2022        |
| TĐ | Cristian Flores     | 27 tháng 8, 1996  | 1       | 1  | Real Estelí        | v. Iran, 10 November 2022        |
| TĐ | Keylon Batiz        | 1 tháng 2, 2004   | 0       | 0  | Real Estelí        | v. Qatar, 13 October 2022        |
| TĐ | Juan Barrera        | 2 tháng 5, 1989   | 73      | 23 | Guastatoya         | v. Ghana, 27 September 2022      |
| TĐ | Ariagner Smith      | 13 tháng 12, 1998 | 10      | 4  | Panevėžys          | v. Ghana, 27 September 2022      |
| TĐ | Bancy Hernández INJ | 27 tháng 6, 2000  | 3       | 0  | Walter Ferretti    | v. Bahamas, 10 June 2022         |
| TĐ | Brandon Ayerdis     | 11 tháng 9, 1999  | 18      | 1  | Real Estelí        | v. Belize, 1 February 2022       |